# 愛料理
iCook愛料理是由台灣寶利拾股份有限公司營運、提供網友上傳料理食譜的網路分享服務平台。使用者可以免費上傳自己的料理食譜與成品照片，部份食譜亦提供影音版本，後續開設愛料理市集 （页面存档备份，存于）、愛料理生活誌 （页面存档备份，存于），以及 iGood 愛好物 （页面存档备份，存于），提供大眾有關廚房用具、食品、食材，以及產品推薦等資訊，以充實料理、健康、生活等相關知識。
寶利拾公司於2010年8月20日成立，為一家軟體技術公司，後於2011年11月8日推出愛料理服務平台。
2022年9月13日關鍵評論網媒體集團宣佈收購愛料理服務平台。